# 9 × 19 mm Glisenti
9 × 19 mm Glisenti o 9 mm Glisenti identifica Il calibro di una cartuccia per arma da fuoco, prodotta in Italia all'inizio del XX secolo dalla Società Siderurgica Glisenti.

## Storia
Ai primi del '900 Abiel Bethel Revelli di Beaumont, un ufficiale d'artiglieria molto attivo come progettista d'armi da fuoco, progettò una pistola semiautomatica in calibro 7,65 Glisenti, prodotta poi dalla Società Siderurgica Glisenti, come Glisenti modello 1906.
Tale arma, sebbene distribuita in piccoli numeri alle forze armate, non era reputata soddisfacente per il ridotto potere d'arresto del calibro scelto. Così, per soddisfare la richiesta delle forze armate per una pistola in calibro 9 mm (ritenuto il più adeguato), la Società Metallurgica Bresciana già Tempini, che nel frattempo aveva rilevato l'attività armiera della Glisenti, rielaborò il progetto della Mod. 1906 ricalibrandola per una munizione da 9 mm.
Tuttavia, essendo progettata per un calibro inferiore, l'arma non era strutturalmente in grado di sopportare le sollecitazioni di un 9 × 19 mm Parabellum; si decise perciò, lasciando pressoché inalterate le dimensioni di bossolo e pallottola, di depotenziare il 9 mm Parabellum, ottenendo così la munizione 9 mm Glisenti. La nuova pistola, denominata Glisenti Modello 1910, fu adottata dal Regio Esercito, mentre un'altra sua versione nello stesso calibro, la Brixia Mod. 1913, fu adottata dalla Regia Marina
Nonostante la bontà del progetto originario dell'arma, la soluzione adottata per il nuovo calibro si dimostrò fallimentare. Le armi in calibro 9 mm Glisenti, oltre ad essere sottopotenziate rispetto alle pari calibro coeve, potevano letteralmente esplodere se inavvertitamente si camerava una cartucca 9 mm Parabellum, identica nelle dimensioni. Dopo essere stato utilizzato anche dalle più moderne Beretta Mod. 15, il calibro fu definitivamente soppiantato dal 9 × 17 mm della Beretta M34, dal 7,65 mm Browning della M35 e dalla pistola mitragliatrice 9 × 19 mm Parabellum del Beretta MAB 38.

## Tecnica
Il bossolo è praticamente lo stesso del 9 mm Parabellum, in ottone, rimless. La palla standard è la pallottola incamiciata tronco-conica (FMJ-TC), poiché le ogivali danno problemi di alimentazione (tranne che sulla Beretta Mod. 15). La differenza essenziale sta nella carica, ridotta del 25% rispetto al 9 mm Parabellum. Oltre che in Italia, fu prodotta in Austria e negli Stati Uniti d'America su commessa italiana.
Sono camerate per questa munizione le pistole Glisenti Modello 1910, Brixia Mod. 1913, Beretta Mod. 15 e Beretta Mod. 23, la rivoluzionaria pistola mitragliatrice Villar Perosa ed il celebre mitra Beretta MAB 18/30 della Milizia Forestale, poi usato dal Corpo forestale dello Stato.